# 5651 Traversa
5651 Traversa este un asteroid din centura principală de asteroizi.

## Descriere
5651 Traversa este un asteroid din centura principală de asteroizi. A fost descoperit pe 14 februarie 1991 la Observatoire de Haute-Provence de Eric Walter Elst. Asteroidul prezintă o orbită caracterizată de o semiaxă mare de 3,14 ua, o excentricitate de 0,16 și o înclinație de 14,6° în raport cu ecliptica.